# Neoperla appolinaris
Neoperla appolinaris és una espècie d'insecte plecòpter pertanyent a la família dels pèrlids que es troba a Sud-amèrica.